# Роттсли, Клифтон, 6-й барон Роттсли
Клифтон Хью Ланселот де Вердон Роттсли, 6-й барон Роттсли, 14-й баронет Роттсли  (англ. Clifton Hugh Lancelot de Verdon Wrottesley, 6th Baron Wrottesley, 14th Baronet; род. 10 августа 1968) — ирландский спортсмен и британский пэр.

## Ранняя жизнь
Писли родился на Хэтч-стрит, Дублин, в 1968 году. Единственный сын Достопочтенного Ричарда Фрэнсиса Джерарда Роттсли (1942—1970) и его жены, Джорджины Роттсли, урожденной Клифтон, (род. 1949) дочери подполковника Питера Клифтона из Даммер-Хауса, Хэмпшир, и его жена Патриции Мэри Аделы Клифтон, урожденной Гибсон-Уотт, из Долдаулод-хауса, Радноршир.
Первые два года он провел в Эббикнокмое, графство Голуэй. После смерти отца вместе с матерью переехал в Испанию.
Он получил образование в Итонском колледже, Эдинбургском университете и Королевской военной академии Сандхерст, прежде чем служить в гренадерской гвардии.
Через свою бабушку по отцовской линии он является потомком семьи Стратфорд, а через своего деда по материнской линии — клана Брюс. Он унаследовал титулы Роттсли 23 октября 1977 года после смерти своего деда, его отец умер, когда ему было два года.
С 5 июля 2022 был избран в Палату Лордов от консерваторов.

## Карьера
Клифтон Роттсли работает в сфере недвижимости и изысканного вина.
Роттсли был председателем Британского скелетона с 2012 по 2017 год, был членом правления Британской ассоциации бобслея и скелетона (BBSA) с 2012 по 2019 год и председателем с 2012 по 2014 год. Он все еще участвует в наблюдении за британской программой мирового класса скелетона и возглавляет отборочный комитет.
В марте 2021 года был назначен председателем Ice Hockey UK (IHUK), а в январе 2022 года был назначен членом финансового комитета Международной федерации хоккея (IIHF) сроком на 5 лет.

## Спортивная карьера

### Скелетон
Клифтон Роттсли соревновался как ирландский скелетонист на Международной федерации бобслея и тобогганинга (FIBT, ныне Международная федерация бобслея и скелетона или IBSF) континентальных скелетных трассах в сезоне 2000-01 и Кубке мира FIBT в сезоне 2001—2002. Он занял четвертое место в мужском скелетоне на зимних Олимпийских играх 2002 года. По состоянию на 2022 год это остается лучшим результатом любого ирландского спортсмена на зимних Олимпийских играх.
Wrottesley и его отец соревновались в бобслее для Великобритании, прежде чем конкурировать за Ирландию.
Во время зимних Олимпийских игр 2006 года в Турине он был шеф-поваром сборной Ирландии.

### Креста Ран
Клифтон Роттсли также является гонщиком Креста Ран, Санкт-Мориц, Швейцария. Он участвовал в гонках с сезона 1988-89, выиграл цвета Cresta в 1996 году и выиграл много открытых гонок с момента своей первой победы в 1997 году (хотя он не участвовал в гонках в 2000-01 и 2001 годах). −02 сезона из-за обязательств по трассам каркаса IBSF).
Из 4 классических гонок на Креста Ран Роттсли выиграл Кубок Керзона (событие «Голубая лента» сезона от Junction) рекордные 12 раз (побив рекорд Нино Биббиа в 8), Кубок Моргана рекордные 15 раз (победив Франко Рекорд Ганссера — 10), Brabazon Trophy — рекорд 15 раз и Grand National (событие «Голубая лента» сезона от Top) — рекорд 15 раз (побив рекорд Нино Биббиа и Франко Ганссера из 8).
Роттсли также выигрывал турниры Большого шлема рекордные 5 раз (все 4 классические гонки за один сезон) в 2003, 2005, 2006, 2010 и 2012 годах.
Роттсли является рекордсменом по количеству выигранных классических гонок (на сегодняшний день их 57), он был первым человеком, преодолевшим 50-секундный барьер (1 февраля 2015 г.), и при этом удерживает мировой рекорд сверху (49,92 секунды). Роттсли также является рекордсменом по летным соединениям (31,44 секунды).

## Личная жизнь
Он живет в Санкт-Морице, Швейцария, и Хенли-он-Темс, Англия. С 14 июля 2001 года он женат на Саше Роттсли (урожденная Шварценбах, леди Роттсли, дочери Урса Шварценбаха (род. 1948), швейцарского финансиста-миллиардера. У пары четверо детей: три сына и дочь.
- Достопочтенный Виктор Эрнест Франсис де Вердон Роттсли (род. 28 января 2004), старший сын и наследник титула.
- Достопочтенный Магнус Вивиан Отто де Кутон Роттсли (род. 19 июня 2006)
- Достопочтенный Лука Урс Ричард де ла Уайк Роттсли (род. 25 марта 2011)
- Достопочтенная Исла Астрид Флоренция Роттсли (род. 16 декабря 2014)

После добровольных заявлений барона Роттсли в налоговую и таможенную службу Ее Величества HMRC выдвинула налоговые требования за 2000—2008 годы на том основании, что Роттсли проживал в Великобритании. Клифтон Роттсли подал апелляцию, утверждая, что место его происхождения находится в Ирландской Республике. Суд первой инстанции вынес предварительное решение, но по состоянию на 2014 год не вынес окончательного решения по делу, поэтому рассмотрение дела фактически приостановлено.